# Patriarcato di Alessandria
Il Patriarcato di Alessandria è il nome tradizionale della Chiesa cristiana di Alessandria d'Egitto, sorta, secondo la tradizione, con la predicazione di San Marco.
Oggi tale Chiesa è scissa in tre confessioni: copta, greco-ortodossa e copto-cattolica.

## Storia

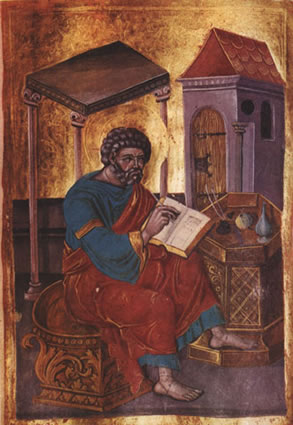
San Marco evangelista, tradizionalmente considerato il primo vescovo di Alessandria d'Egitto.

### Origini: la cattedra di San Marco
La comunità cristiana di Alessandria d'Egitto sorse nel I secolo quando la città, una delle grandi metropoli dell'Impero romano, venne interessata – si ritiene tradizionalmente a partire dall'anno 42 – dalla predicazione di Marco evangelista. Il discepolo degli apostoli Pietro e Paolo sarebbe stato da questi inviato nella capitale della provincia d'Egitto, dove già risiedeva una forte colonia ebraica. Nel 62 Marco avrebbe dunque nominato vescovo Aniano, lasciando la città per raggiungere Pietro a Roma e predicare in seguito nell'Italia nord-orientale, ad Aquileia e Ravenna. Rientrato ad Alessandria, sembra, attorno al 64,  dopo questa data non si hanno più notizie certe su di lui. Secondo quanto riportano Eusebio di Cesarea (IV secolo) e la Legenda Aurea (XIII secolo), Marco fu martirizzato proprio ad Alessandria, vedendo il proprio corpo trascinato lungo le vie della città; fu poi seppellito a Bucalis, il sobborgo portuale della metropoli.
La città di Alessandria, per la sua importanza urbana e geografica e per le sue importanti origini di sede apostolica, divenne in breve uno dei principali centri di diffusione del Cristianesimo, con un forte peso nell'indirizzo delle prime comunità cristiane.
Durante il vescovado di Marco II, alla metà del II secolo, all'interno della comunità alessandrina iniziarono però a formarsi le correnti teologiche (poi considerate eresie gnostiche) di Basilide, Carpocrate e Valentino. Contro di essi si schierò il vescovo Agrippino, che giunse a negare la validità del battesimo quando ricevuto da eretici. Proprio per rafforzare l'ortodossia, minacciata dal diffondersi delle credenze eterodosse, alla fine del secolo Panteno fondò la Scuola catechetica di Alessandria; egli poi risulta essere stato inviato in India, presso la comunità del Kerala. Gli succedettero alla scuola teologica Clemente e, attorno al 203, Origene, nominato a soli diciotto anni dal vescovo Demetrio. I rapporti tra il vescovo ed il filosofo entrarono tuttavia in crisi dopo il saccheggio di Alessandria del 215, quando le truppe dell'imperatore Caracalla soffocarono brutalmente una rivolta scoppiata in città. Il vescovo ostracizzò Origene ed il filosofo, cacciato dalla città, viaggiò per l'Oriente predicando la subordinazione delle tre persone divine.
A capo della scuola teologica venne posto Eraclio, il quale poco tempo dopo divenne vescovo della città. A partire dal suo episcopato (231–248) i vescovi alessandrini presero a portare il titolo di Papa, dal greco pappas (Παπας), un termine familiare per indicare il "padre".

#### La metropolia sull'Egitto e l'arianesimo

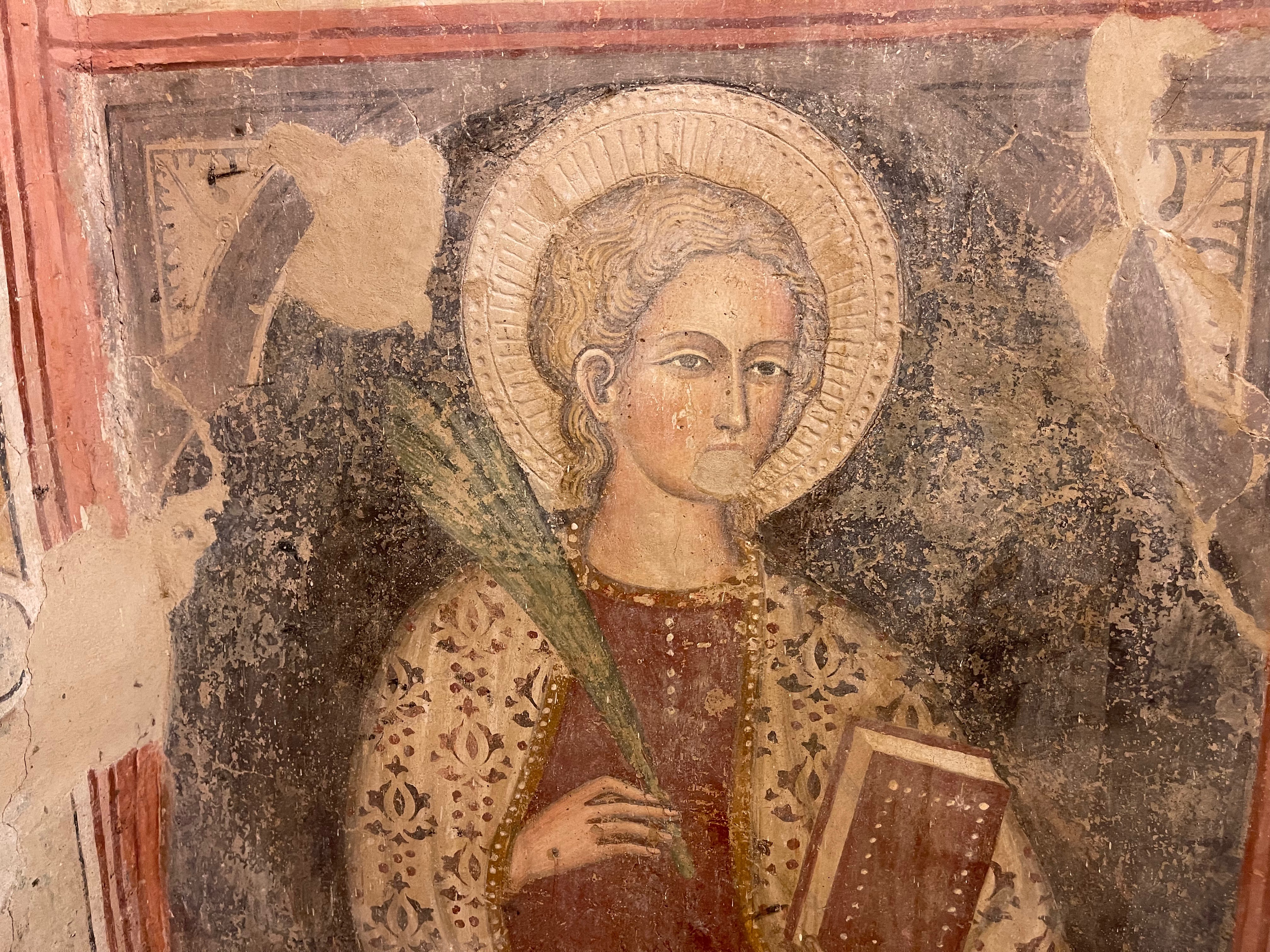
Caterina d'Alessandria, spesso raffigurata, come qui, con un libro in mano, a ricordare la sua cultura.

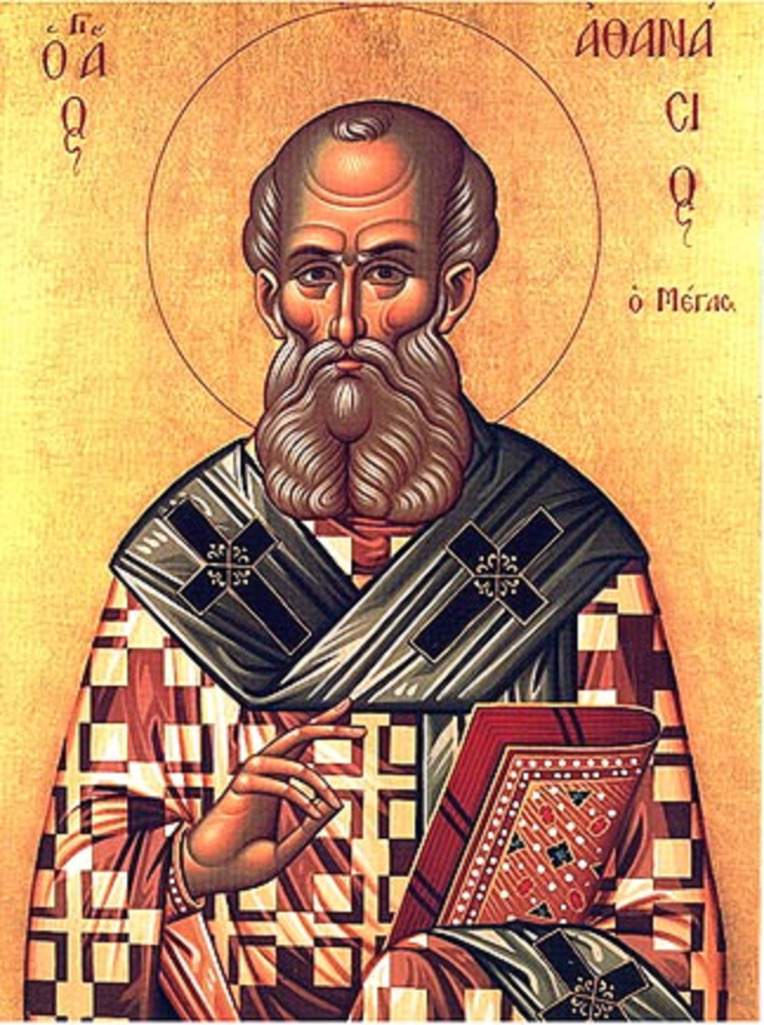
Sant'Atanasio, Papa di Alessandria e acerrimo nemico dell'arianesimo, ritratto in un'icona.

Tra gli ultimi martiri cristiani, spicca la giovane e colta Caterina d'Alessandria, profondamente istruita nelle arti liberali e martirizzata nel 305. Con la liberalizzazione del culto cristiano a seguito dell'emanazione nel 313 dell'Editto di Milano da parte degli imperatori Costantino I e Licinio, i vescovi alessandrini assunsero anche un ruolo preminente all'interno della nascente gerarchia religiosa, essendo una delle diocesi più antiche e riverite. Assieme alle altre due sedi petrine (Antiochia e Roma), Alessandria venne annoverata come il terzo tra gli antichi patriarcati.
Agli inizi del IV secolo un sacerdote di Alessandria, Ario, che prestava servizio presso la cattedrale di Baucalis, sulla scorta delle dottrine gnostiche del secolo precedente, iniziò a predicare la subordinazione della persona del Figlio a quella del Padre, all'interno della Trinità. La dottrina di Ario attirò l'attenzione del patriarca Pietro I, che lo colpì con la scomunica. Nonostante questo, Ario perseguì nella predicazione delle proprie idee ottenendo persino la riammissione alla comunione da parte del nuovo patriarca Achilla e tentando addirittura di farsi eleggere come successore di quest'ultimo. Venne invece nominato patriarca Alessandro, che aveva perorato assieme ad Achilla la sua causa presso papa Milziade. Nonostante la benevolenza di Alessandro, Ario si mosse con decisione verso la rottura, arrivando a mettere in subbuglio il clero alessandrino. A quel punto il patriarca convocò nel 318 un sinodo nel corso del quale la dottrina ariana venne condannata, spingendo Ario a fuggire a Costantinopoli. Nello stesso sinodo la sede alessandrina venne riconosciuta come arcidiocesi, rango che le venne confermato al Concilio di Nicea del 325, presieduto dallo stesso imperatore Costantino, che le riconobbe canonicamente la giurisdizione su tutte le altre diocesi e metropolie dell'Egitto. Nel corso dello stesso concilio l'arianesimo venne condannato come eresia, continuando tuttavia a prosperare soprattutto presso i popoli germanici.
Strenuo nemico dell'arianesimo fu il nuovo patriarca Atanasio, il quale nella sua foga anti-ariana giunse a provocare a tal punto l'ira dell'imperatore da essere esiliato a Treviri tra il 335 e il 337, quando, dopo la morte di Costantino, poté rientrare nella propria diocesi. Il nuovo imperatore Costanzo II, però, sposò le tesi di Eusebio di Nicomedia, divenuto frattanto protettore di Ario, tacciando il patriarca di sabellianismo, un'eresia propugnata da Marcello d'Ancyra che negava sostanzialmente la Trinità. Il concilio di Antiochia considerò così deposto Atanasio, nominando al suo posto l'ariano Gregorio di Cappadocia. Tuttavia in Occidente regnava Costante I, fratello minore di Costanzo, il quale, in accordo con papa Giulio I, riunì nel 343 il concilio di Sardica, al quale Atanasio poté ribadire, sotto la direzione di Osio di Cordova, il primato del Credo niceno ed essere riabilitato, rientrando ad Alessandria nel 346. Tuttavia, quando con la morte di Costante Costanzo rimase unico imperatore, e due vescovi, Basilio di Ancira e Acacio di Cesarea, le cui dottrine erano state condannate a Sardica, lo convinsero a perseguire Atanasio e gli altri sostenitori del credo niceno. Nel 352 persino il nuovo papa, Liberio, venne esiliato per essersi rifiutato di condannare il papa di Alessandria.
Contro la consustanzialità del Figlio, propugnata da Atanasio, vennero sollevate le teorie anomee (da ἀνόμοιος, anomoios, «dissimile [dal Padre]») e le teorie omee (da ὁμοιούσιος, homoiousios, «simile [al Padre]»). Nel 357 il patriarca di Alessandria fu costretto a fuggire nuovamente dalla città, riparando nel deserto, mentre sulla sua cattedra prendeva posto un altro ariano: Giorgio di Alessandria. Nel 358 persino papa Liberio fu costretto a condannare il patriarca egiziano, mentre il suo successore partecipava, tra il 359 ed il 360, ai sinodi ariani di Seleucia e Costantinopoli, procedendo al contempo alla repressione dei niceni in Alessandria con l'appoggio dell'ex-Prefetto d'Egitto, Sebastiano, comandante della locale guarnigione. Con la morte dell'Imperatore però, i rapporti di forza mutarono improvvisamente. Sul trono sedette infatti Giuliano, poi detto l'Apostata dagli scrittori cristiani dei secoli successivi, il quale, apertamente schieratosi in favore dei culti pagani, non appariva per nulla interessato a dirimere le questioni interne ai cristiani. Privato del sostegno imperiale, l'arcivescovo ariano Giorgio morì linciato dalla parte nicena della popolazione, mentre Atanasio poteva così rientrare nella sua sede. Al termine della sua travagliata vita, il campione del nicenismo ebbe la soddisfazione di convocare nel 362 nella sua Alessandria un concilio d'oriente che ribadì con forza i decreti del concilio di Nicea.

#### La vittoria sugli ariani e la lotta contro i pagani

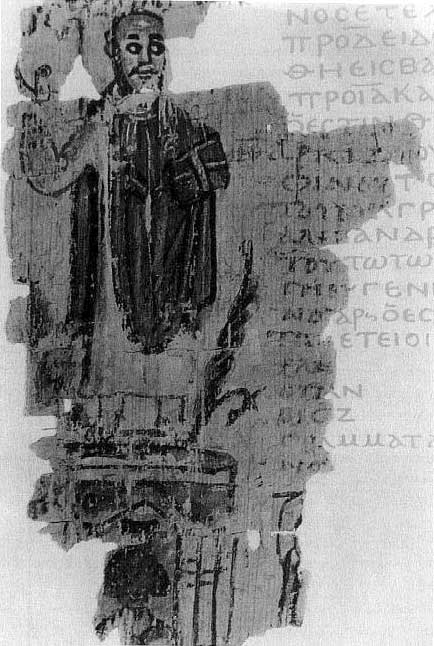
Teofilo di Alessandria trionfa sul Serapeo tenendo in mano il vangelo.

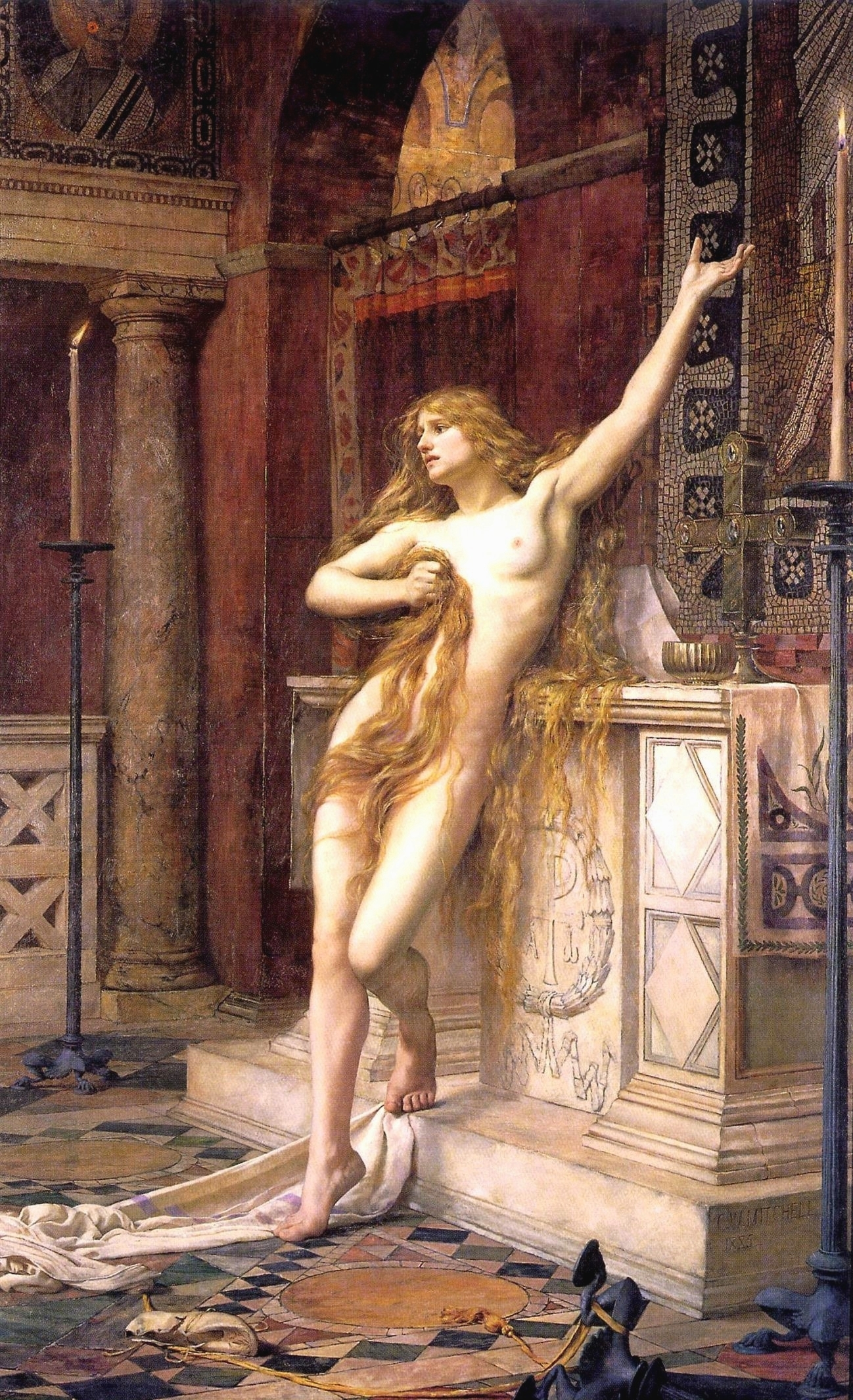
Ipazia di Alessandria, di Charles William Mitchell.

Morto Atanasio, il successore Pietro II si trovò ad affrontare la crescente minaccia costituita, per il cristianesimo, dalle politiche filo-pagane dell'imperatore Giuliano, che avevano portato un risveglio delle pratiche e delle filosofie pagane e ad un rafforzamento di quella parte della società che vedeva con sfavore, se non con opposizione, un culto estraneo come quello cristiano. Questa fase di ripresa del paganesimo si interruppe però bruscamente nel 363 a seguito della morte dell'Imperatore nel corso di una campagna contro i Sasanidi. A quel punto l'arcivescovo Pietro dovette nuovamente affrontare gli ariani, sostenuti dal nuovo imperatore Valente, il quale nel 375 favorì la sua deposizione e l'ascesa alla cattedra marciana dell'ariano Lucio. Con la morte di Valente nel 378, però, un decreto di papa Damaso I ristabilì Pietro in Alessandria.
La definitiva sconfitta degli ariani giunse a seguito dell'emanazione dell'Editto di Tessalonica dell'anno 380, con cui gli imperatori Teodosio I, Graziano e Valentiniano II trasformavano il cristianesimo in religione di Stato, decidendo al contempo di porre un definitivo ordine alla nuova religione dell'Impero. Nel 381, dunque, Teodosio convocò a Costantinopoli il Secondo concilio ecumenico, radunato sotto gli auspici del nuovo vescovo della capitale, Gregorio Nazianzeno, e al quale partecipava anche il nuovo arcivescovo di Alessandria, Timoteo, nel corso del quale venne ribadita con forza la condanna della dottrina di Ario e venne redatta una nuova versione del Credo: il simbolo niceno-costantinopolitano.
Al concilio, però, Timoteo sfidò e si inimicò Gregorio di Nazianzo e l'intera corte imperiale opponendosi strenuamente al canone III, che fissava un ordine di preminenza del vescovo di Costantinopoli su tutti gli altri, ad eccezione del vescovo di Roma («il vescovo di Costantinopoli avrà il primato di onore dopo quello di Roma, poiché essa è la Nuova Roma»). Un canone fortemente voluto dall'imperatore Teodosio in persona, ma che per Timoteo e per lo stesso papa Damaso – che si rifiutò infatti di approvarlo, dichiarandolo nullo – rappresentava un insopportabile stravolgimento del vecchio ordinamento gerarchico, basato sul primato delle tre sedi apostoliche di Roma, Antiochia e Alessandria.
Con il nuovo status di unica religione lecita, i cristiani iniziarono a manifestare ovunque insofferenza verso gli antichi culti pagani, come avvenne nella stessa Alessandria. I decreti teodosiani che proibivano i sacrifici e proibivano il culto presso i templi pagani non furono infatti accolti tranquillamente dai pagani, che rappresentavano ancora la maggioranza degli abitanti dell'Impero. Si arrivò a vere e proprie occupazioni armate dei luoghi di culto che si risolsero con l'intervento dell'esercito imperiale cristiano, e con devastazioni, distruzioni di statue e templi da parte dei monaci cristiani provenienti dai monasteri e da fanatici guidati spesso da un vescovo.
In questo momento di conflitto con l'ancora forte componente pagana, divenne arcivescovo della città di Alessandria l'origenista Teofilo, il quale, stando ai racconti degli storici antichi Rufino e Sozomeno, nel 391 ottenne dall'Imperatore il permesso di trasformare il tempio dedicato a Dioniso in chiesa cristiana. Durante i lavori la tensione crebbe, e a un certo punto i cristiani annunciarono di aver trovato un luogo di culto pagano segreto nel quale erano stati condotti sacrifici umani. L'arcivescovo ed i suoi seguaci sfilarono dunque per le strade della città dileggiando gli oggetti sacri trovati nel tempio, mostrando crani e ossa che sarebbero provenuti dai sacrifici ed infine malmenando, torturando ed uccidendo i sacerdoti del tempio di Dioniso.
Così agendo Teofilo ed i suoi provocarono l'ira della popolazione pagana che aggredì i cristiani, scontrandosi con loro nelle strade e ribellandosi apertamente. I pagani si asserragliarono quindi nel Serapeo, il principale tempio della città, pronti a resistere all'assedio dalla guarnigione imperiale comandata da un certo Romano e dei fanatici guidati da Teofilo. Guidava la rivolta un certo Olimpio, che esortava i pagani a morire piuttosto che rinnegare la fede dei loro padri. Nonostante lo stesso imperatore Teodosio scrivesse a Teofilo chiedendogli di concedere il perdono ai  pagani, questi ordinò il loro massacro e la distruzione del Serapeo. I cristiani, una volta massacrati tutti i gentili del Serapeo, fecero infine passare alcuni cadaveri come martiri cristiani presi in ostaggio e uccisi dai pagani, ma lo storico antico Eunapio nega, nelle Vitae Sophistarum, che fossero stati presi dei prigionieri cristiani.
Quando nel 395, alla morte di Teodosio, l'Impero venne definitivamente diviso, Alessandria ricadde nella giurisdizione della pars Orientalis e dell'imperatore Arcadio, il quale nel 402 decise di sostenere il Sinodo della quercia che, sotto la guida dell'alessandrino Teofilo decretò la deposizione del vescovo di Costantinopoli, Giovanni Crisostomo, inviso per i suoi modi rigidamente ortodossi ed il suo stile di vita modesto. In risposta a quest'atto, papa Innocenzo I, sostenuto a sua volta dall'Imperatore d'Occidente Onorio, ruppe la comunione con Costantinopoli, Alessandria e le diocesi orientali che avevano accettato la deposizione di Giovanni.
Alla morte di Teofilo nel 412 gli succedette il nipote Cirillo di Alessandria. Secondo il resoconto di Socrate Scolastico, nel 414 si verificarono alcune violenze contro i cristiani ad opera di ebrei, alle quali il vescovo reagì cacciando gli israeliti dalla città e trasformando in chiese le sinagoghe, entrando al contempo in conflitto con il prefetto imperiale, Oreste: questi, infatti, era stato assalito da alcuni monaci e ferito dal tiro di una pietra. Il colpevole era stato messo a morte, ma Cirillo, in sfida all'autorità del prefetto, gli aveva ugualmente tributato solenni onori funebri, chiamandolo martire.
Nel marzo del 415 la tensione tra i due rappresentanti del potere politico e religioso sfociò nell'assassinio della filosofa pagana Ipazia. Ipazia, stimata ed ascoltata consigliera di Oreste, venne sorpresa sulla sua lettiga da un gruppo di religiosi fanatici che la trascinarono nella chiesa del Cesareion, dove la massacrarono scorticandola viva sino alle ossa, trascinandone quindi i resti sino ad un luogo detto Cinarion, dove vennero cremati. Nonostante il barbaro omicidio, l'arcivescovo Cirillo godeva del personale apprezzamento della reggente Pulcheria, sorella dell'imperatore Teodosio II, e l'inchiesta per l'uccisione di Ipazia si risolse con un nulla di fatto, ma i temuti parabalanoi, chierici «barellieri», che costituivano di fatto una sorta di milizia privata del vescovo, vennero posti sotto l'autorità del prefetto, in seguito ad una richiesta della comunità di Alessandria. D'altra parte in quello stesso anno Cirillo e gli altri vescovi orientali accettarono di riconoscere retroattivamente la legittimità di Giovanni Crisostomo a vescovo di Costantinopoli, sanando lo scisma con Roma.

### La nascita del Patriarcato

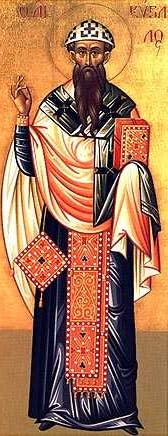
Cirillo di Alessandria.

Nel 428 divenne vescovo di Costantinopoli il siriaco Nestorio, già discepolo di Teodoro di Mopsuestia ad Antiochia. Superando lo stesso dualismo cristologico della scuola di Antiochia, Nestorio arrivò a distinguere nel Cristo due persone, l'uomo e il Dio, concludendo che la natura di Cristo dovesse considerarsi umana. La conseguenza che scaturiva da questa tesi coinvolgeva la Vergine Maria in quanto, se Cristo era uomo, Maria non poteva essere "madre di Dio" (Theotókos), ma solo colei che aveva partorito l'uomo Cristo (Anthropotokos).
Nestorio, mettendo in discussione Maria, suscitò una forte reazione in Egitto, dove i fedeli erano abituati a vederla assisa sul trono: i cristiani egiziani infatti avevano spontaneamente associato il suo culto a quello della dea egizia Iside.  Il vescovo Cirillo reagì inviando nella Pasqua del 429 una lettera pastorale a tutti i fedeli e ai monaci egiziani per denunciare la mancata accettazione da parte di Nestorio dell'unione ipostatica delle nature di Cristo sancita nei concili, avviando al contempo una corrispondenza con lo stesso Nestorio per invitarlo a ritrattare le proprie tesi. Non ottenendo risultati, Cirillo scrisse a papa Celestino I, il quale convocò a Roma un concilio nel quale Nestorio venne condannato e minacciato di deposizione se non avesse ritrattato le proprie teorie. Cirillo fu incaricato di trasmettere a Nestorio la lettera di diffida del papa, alla quale aggiunse la formula di fede che aveva frattanto approvato in un sinodo ad Alessandria e una lista di dodici anatemi. Nestorio oppose nuovamente un rifiuto.
Si rese necessario l'intervento dell'imperatore Teodosio II, che nel 431 convocò ad Efeso il terzo concilio ecumenico. I sostenitori di Cirillo, giunti il 22 giugno al concilio, anticipando quelli di Nestorio, si affrettarono a condannare il vescovo di Costantinopoli, ma, quando due giorni dopo giunsero i rivali, la situazione si capovolse e Nestorio venne assolto, mentre al contrario Cirillo venne scomunicato. Il 10 luglio giunsero però i delegati occidentali, i quali, favorevoli a Cirillo, rimossero la scomunica e rinnovarono la condanna a Nestorio, il quale si ritirò in monastero ad Eupeprio. L'Imperatore, turbato dai continui voltafaccia del concilio, lo sciolse affrettatamente, non prima che questo, però, riconoscesse Alessandria come sede patriarcale all'interno della nascente Pentarchia, con Roma, Costantinopoli, Antiochia e Gerusalemme.
Ormai padrone della situazione, Cirillo attirò a sé molti dei sostenitori di Nestorio e riuscì a corrompere i consiglieri di corte, offrendo allo stesso Imperatore oro, avorio, tappeti e altri doni preziosi, fino ad ottenere che Nestorio gli fosse consegnato nel 
435, esiliandolo nell'oasi di El Kharga, presso Tebe, nel sud dell'Egitto.
Morto Cirillo e succedutogli come patriarca Dioscoro I, le posizioni religiose del patriarcato di Alessandria si saldarono strettamente alle teorie frattanto sviluppate a Costantinopoli dall'archimandrita Eutiche, il quale era giunto ad affermare la presenza, in Cristo, di un'unica natura: nasceva così il monofisismo. Nel 448 Eutiche venne per questo accusato di eresia dal patriarca di Antiochia, Domno II, e dal vescovo di Dorileo, Eusebio, in un sinodo convocato a Costantinopoli dal patriarca Flaviano. Il verdetto fu la deposizione e la scomunica. Il patriarca di Alessandria si affrettò a correre in soccorso di Eutiche, invocando l'apertura di un nuovo concilio, mentre anche papa Leone I, da Roma, si schierava contro le teorie monofisite, indirizzando al collega di Costantinopoli una lunga lettera anti-monofisita nota come Tomus ad Flavianum.
Nonostante questo gli alessandrini si prepararono ad una nuova prova di forza e, all'apertura del Secondo Concilio di Efeso nell'agosto del 449, affluì un gran numero di monaci e religiosi egiziani. Un gruppo di questi assalì addirittura il patriarca Flaviano, uccidendolo e lasciando così i rivali senza guida. Ancora una volta padroni del campo, gli alessandrini si schierarono in massa in favore del monofisismo, ribadendo inoltre il rango patriarcale della chiesa di Alessandria. La notizia di un evento di tale portata fece però infuriare papa Leone, che dichiarò ipso facto il concilio un latrocinium ("furto") e dunque nullo, nonostante lo stesso imperatore Teodosio II lo avesse ritenuto valido, facendone includere gli atti nel Codice teodosiano.
Papa Leone I ottenne l'appoggio dell'imperatore d'Occidente, Valentiniano III, e al contempo prese accordi con il nuovo patriarca di Costantinopoli, Anatolio, al quale inviò nel 450 il vescovo di Como, Abbondio. La morte dell'Imperatore e l'ascesa di Marciano, marito della sorella ed ex-reggente Pulcheria, privava inoltre Dioscoro di Alessandria della protezione garantita dal riconoscimento legale del concilio. Le ragioni politiche, d'altronde, - con l'Impero minacciato dall'invasione degli Unni - spingevano ad una rapida soluzione delle divisioni interne: così la stessa Pulcheria abbandonò gli alessandrini e acconsentì a convocare nel 451 il concilio di Calcedonia. Il monofisismo venne dichiarato dottrina eretica, Eutiche condannato e per il patriarca Dioscoro venne ordinata la deposizione, assieme agli altri prelati monofisiti presenti al secondo concilio di Efeso.

### Lo scisma

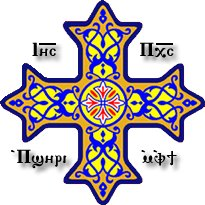
Croce copta.

In Egitto la deposizione di Dioscoro portò allo scisma della Chiesa copta, che rifiutò di abbandonare il proprio patriarca. L'imperatore Marciano ordinò a quel punto personalmente la deposizione del papa alessandrino, inviando a sostituirlo un patriarca imperiale nella persona del siriaco Proterio, che giunse in Alessandria scortato da un forte contingente militare incaricato di punire chiunque si fosse opposto al comando imperiale. Dioscoro, ancora sostenuto dal clero scismatico, fuggì in esilio, mentre, in quello stesso torbido anno a Tebe moriva lo stesso Nestorio, dopo vent'anni di prigionia.
Papa Dioscoro morì nel 457 e quasi immediatamente gruppi di monofisiti fanatici fecero in modo che il patriarca Proterio lo seguisse nella tomba. A quel punto il clero copto designò alla successione Timoteo II Eluro (cioè "mangusta"). Questi nel 460 ottenne il riconoscimento della propria posizione anche dall'ortodossia calcedoniana, conservandola sino al 475, quando per le sue posizioni monofisite venne nuovamente dichiarato eretico.
Nel 477, alla sua morte, venne eletto patriarca Pietro III Mongo, campione del monofisismo. L'imperatore Zenone emanò però contro di lui la sentenza di morte ordinando l'insediamento di Timoteo III Salofaciolo: Pietro Mongo si diede alla fuga. Il patriarca Timoteo III rimase sulla cattedra di San Marco sino al 481, quando gli succedette Giovanni I Talaia. L'anno successivo, dietro suggerimento del patriarca di Costantinopoli, Acacio, l'imperatore Zenone emanò un editto di uniformità religiosa, l'Henotikon, nel tentativo di sanare lo scisma monofisita. Il rifiuto da parte di Giovanni I di sottoscrivere l'editto ne comportò l'immediata deposizione e la sostituzione con Pietro III, che venne così riabilitato.
A Roma, però, dove si era rifugiato Giovanni Talaia, papa Gelasio I negò il riconoscimento di Pietro Mongo, scomunicando nel 484 gli altri patriarchi e dando inizio così allo scisma acaciano. Dal canto suo, però, il patriarca di Alessandria convocò un concilio nel quale condannò le decisioni assunte a Calcedonia e sconsacrò al contempo le tombe dei suoi due predecessori calcedoniani, Proterio e Timoteo. Quando, nel 489, a Costantinopoli Acacio morì, Mongo incoraggiò il successore Fravitta a continuare lo scisma con Roma. Alla morte di questi, però, il nuovo patriarca Eufemio, intenzionato a ricucire lo scisma progettò di scomunicare Mongo, il quale, però, morì poco dopo nel 490.
Dopo la morte di Pietro III la successione di patriarchi monofisiti di Alessandria proseguì stabilmente, nonostante nel 515 il riavvicinamento tra Costantinopoli e Roma avesse portato a chiudere lo scisma acaciano. La situazione perdurò sino al 535, con l'avvento di papa Teodosio I. Egli ottenne infatti l'iniziale riconoscimento da parte dell'imperatore Giustiniano I e degli altri vescovi orientali, ma quando i calcedoniani di Alessandria gli opposero come patriarca Paolo, l'Imperatore ne ordinò l'arresto e la traduzione a Costantinopoli, dove rimase imprigionato sino alla morte. Con quest'atto le due linee patriarcali copta ed ortodossa si separarono definitivamente, rendendo stabile lo scisma tra le due Chiese.
Da quel momento le gerarchie religiose ortodosse e le autorità imperiali tentarono in ogni modo di reprimere il monofisismo, oramai radicato nella popolazione egiziana. La repressione non fece però altro che circoscrivere l'ortodossia alla popolazione greca di Alessandria, lasciando la stragrande maggioranza della popolazione dell'Egitto, legata alla chiesa copta. La situazione indebolì progressivamente il legame e la lealtà della popolazione con lo stesso Impero tanto da rendere piuttosto facile, tra il 620 ed il 629 l'occupazione da parte dei Sasanidi di Cosroe II. Riconquistando l'Egitto, l'imperatore Eraclio I si accanì ulteriormente sui copti, cacciando papa Andronico e reprimendo ovunque l'eresia monofisita nel decennio successivo. Nel 638, risoluto a porre fine alle dispute religiose, l'Imperatore impose, con l'editto Ekthesis, l'adozione del monotelismo, dottrina sulla "volontà unica" di Cristo sviluppata dal patriarca alessandrino Ciro ed enunciata quindi dal patriarca costantinopolitano Sergio. Oramai era però troppo tardi per sanare lo scisma monofisita.
Quando nel dicembre del 639, dunque, un esercito di appena quattromila Arabi, condotti da ʿAmr ibn al-ʿĀṣ, venne spedito contro l'Egitto dal Califfo Omar per diffondere l'Islam giungendo dalla Palestina, le guarnigioni imperiali si ritrovarono isolate a resistere nelle città mentre tutt'intorno la popolazione non accennava resistenza. Sconfitti i Bizantini nella Battaglia di Eliopoli, il patriarca ortodosso di Alessandria, Ciro, consegnò la città con un trattato firmato l'8 novembre 641, mentre a sud, anche i Tebaidi si arrendevano senza opporre resistenza.

### Dalla conquista musulmana ad oggi
Nell'anno 828 le spoglie di San Marco vennero trafugate da mercanti venetici, che, data la venerazione per il Santo diffusa nelle Venezie, dove il Patriarcato di Aquileia ed il Patriarcato di Grado facevano risalire le proprie origini alla predicazione dell'evangelista, se ne appropriarono portandole a Venezia, dove venne realizzata per custodirle la basilica di San Marco.
Attualmente sono presenti tre patriarchi di Alessandria:
1. copto-ortodosso, con il titolo di Papa di Alessandria e Patriarca della predicazione di san Marco e di tutta l'Africa, con sede al Cairo e giurisdizione su tutti i copti ortodossi d'Egitto (e fino al 1959 anche sulla chiesa monofisita d'Etiopia): l'attuale è Teodoro II;
2. greco-ortodosso, con il titolo di Papa e Patriarca di Alessandria e tutta l'Africa, con sede ad Alessandria e giurisdizione su tutta la Chiesa ortodossa autocefala d'Africa: l'attuale è Teodoro II;
3. copto-cattolico, con il titolo di Patriarca di Alessandria dei copti, con sede al Cairo e giurisdizione su tutti i copti cattolici d'Egitto: l'attuale è Ibrahim Isaac Sidrak.

Inoltre il Patriarca di Antiochia della Chiesa cattolica greco-melkita, residente a Damasco, reca il titolo completo di Patriarca di Antiochia, di tutto l'Oriente, di Alessandria e di Gerusalemme della Chiesa Greco-Melkita Cattolica. Il Patriarcato latino di Alessandria è stato un patriarcato titolare in uso dal XIII secolo al 1964, quando il titolo venne abolito.